# ستيفان داهل
ستيفان داهل (بالإنجليزية: Stephan Dahl)‏ هو أكاديمي بريطاني، ولد في 29 سبتمبر 1971 في فوبرتال في ألمانيا.